# Partido Municipalista Comunitário
Partido Municipalista Comunitário (PMC) foi um partido brasileiro de pouca expressão, que disputou as eleições de 1985, 1986 e 1988, sendo extinto logo em seguida.
Foi fundado em São Paulo, em 1984, pelo vereador Antônio Carlos Fernandes, ex-integrante do PTB. Foi registrado em julho de 1985, tendo como presidente Antônio Carlos Fernandes Júnior, filho do fundador da legenda. Na eleição municipal, Antônio Carlos Fernandes disputou a prefeitura da capital paulista, ficando em sexto lugar, com 8.107 votos. O partido não conseguiu eleger nenhum de seus candidatos, embora apoiasse o PDS, do PFL e do PTB nas chapas majoritárias que os partidos citados encontravam-se.
Além de Antônio Carlos Rodrigues, Getúlio Hanashiro e David Bueno eram os membros mais conhecidos dentre os que viviam em São Paulo.
Em julho de 1988, no jornal O Estado de São Paulo, o PMC anunciou que estava "alugando" sua legenda para candidatos a prefeito ou vereador que não obtivessem espaço nos partidos de maior expressão. O então prefeito de São Paulo e ex-presidente do Brasil, Jânio Quadros, foi lançado como candidato à presidência da República pelo partido, no pleito que só ocorreria no ano seguinte. A candidatura de Jânio, entretanto, não saiu do papel, pois ele estava com problemas de saúde.
Pregava o federalismo pleno, nos moldes do utilizado nos Estados Unidos. Hoje parte de seus fundamentos serviu de base para o Partido Federalista que se encontra em processo de legalização junto ao TSE.
Utilizava o número 18, hoje atribuído ao partido Rede Sustentabilidade.

## Desempenho Eleitoral

### Eleições presidenciais
| Ano  | Imagem | Candidato(a) a Presidente | Candidato(a) a Vice-Presidente | Coligação     | Votos    | Posição |
| ---- | ------ | ------------------------- | ------------------------------ | ------------- | -------- | ------- |
| 1989 |        | Jânio Quadros (PMC)       | Sem Informação (PMC)           | Sem coligação | Desistiu | N/A     |